# Хагин-Сала
Хаги́н-Сала́ (калм. Хагин сала — солёная/засолённая балка; от калм. хаг — солончак и калм. сала — балка) — река в России, протекает в Городовиковском и Яшалтинском районах Республики Калмыкия. Река впадает в залив лиман Хагин-Сала озера Маныч-Гудило. Длина реки составляет 64 км, площадь водосборного бассейна составляет 686 км². Река почти на всём своём протяжении перегорожена дамбами и плотинами, образующими ряд прудов, а нижнем течении одноимённый лиман Хагин-Сала.
Река протекает через село Весёлое Городовиковского района и село Ульяновское Яшалтинского района.
Минерализация воды в реке (по результатам проб 2004 года) достигает 15-16 г/л (высокая). Класс воды сульфатный, группа натрий, тип второй.

## Бассейн
Бассейн Хагин-Салы расположен на территориях Калмыкии и Ростовской области.
- Хагин-Сала
  - б. Джальдже (правая составляющая[3])
  - б. Менгута — (п)[3]
  - б. Кашункале — (л)[4]
  - б. Кункрюк-Сала — (л)[4]
  - р. Джуве — (л)[4]

Притоки, указанные курсивом, фактически впадают в лиман Хагин-Сала, образованный в нижнем течении Хагин-Салы в результате заполнения Пролетарского водохранилища.

## Данные водного реестра
По данным государственного водного реестра России относится к Донскому бассейновому округу, водохозяйственный участок реки — Маныч от истока до Пролетарского гидроузла, без рек Калаус и Егорлык, речной подбассейн реки — бассейн притоков Дона ниже впадения Северского Донца. Речной бассейн реки — Дон (российская часть бассейна).
По данным геоинформационной системы водохозяйственного районирования территории РФ, подготовленной Федеральным агентством водных ресурсов:
- Код водного объекта в государственном водном реестре — 05010500712107000016521
- Код по гидрологической изученности (ГИ) — 107001652
- Код бассейна — 05.01.05.007
- Номер тома по ГИ — 07
- Выпуск по ГИ — 0

## Источник
- Атлас Республики Калмыкия, ФГУП «Северо-Кавказское аэрогеодезическое предприятие», Пятигорск, 2010 г., стр. 108—109